# Claude Talpaert
Claude Talpaert est un acteur français, né le 1er mai 1924 à Roubaix et mort le 7 février 2016 à Tourcoing .  
Il est l'époux de Jenny Clève, actrice également.

## Filmographie
- 1966 : En famille de Jean Vernier
- 1977 : Inutile d'envoyer photo de Alain Dhouailly - (TV)
- 1979 : Le Dancing de Jean-Louis Colmant - (TV)
- 1979 : Les yeux bleus de François Dupont-Midi - (TV)
- 1981 : La fille du premier rang de Jacques Trébouta - (TV)
- 1986 : Oscar et Valentin de François Dupont-Midi - (TV)
- 1995 : Vacances à Blériot de Bruno Bontzolakis - (Court-métrage)
- 1995 : Vacances en famille de Laurent Cantet
- 1996 : Baloche de Dominique Baron - (TV)
- 1996 : Familles, je vous hais de Bruno Bontzolakis - (Cinéma)
- 1997 : Le Roi en son moulin de Jacob Berger - (TV)
- 1998 : La femme du veuf de Michel Favart - (TV)
- 1998 : Papa est monté au ciel de Jacques Renaud
- 1999 : Tout tout près de Fabrice Maruca - (Court-métrage)
- 2000 : Le Monde de Marty de Denis Bardiau - (TV)
- 2007 : Bienvenue chez les Ch'tis de Dany Boon - (Cinéma)

## Théâtre

### Comme metteur en scène
- 2007 : Le Cimetière des éléphants de Jean-Paul Daumas